# Tuscarora (Nevada)
Tuscarora es un área no incorporada ubicada en el condado de Elko en el estado estadounidense de Nevada.

## Geografía
Tuscarora se encuentra ubicado en las coordenadas 41°18′50″N 116°13′12″O / 41.31389, -116.22000.